# 131
131（百三十一、ひゃくさんじゅういち）は自然数、また整数において、130の次で132の前の数である。

## 性質
- 131は32番目の素数である。1つ前は127、次は137。
  - 約数の和は132。
  - 100番目の不足数である。1つ前は130、次は133。
- 131 = 131 + 0 × ω (ωは1の虚立方根)
  - a + 0 × ω (a > 0) で表される17番目のアイゼンシュタイン素数である。1つ前は113、次は137。
- 131 = 131 + 0 × i (iは虚数単位)
  - a + 0 × i (a > 0) で表される17番目のガウス素数である。1つ前は127、次は139。
  - ガウス素数かつアイゼンシュタイン素数である8番目の素数。1つ前は107、次は167。
- 10番目のオイラー素数である。1つ前は113、次は151。
- 12番目のソフィー・ジェルマン素数である。1つ前は113、次は173。
- 6番目の非正則素数である。1つ前は103、次は149。
- 5番目の2の累乗数番目の素数である。1つ前は53、次は311。
- 9番目の 8n + 3 型の素数であり、この類の素数は x2 + 2y2 と表せるが、131 = 92 + 2 × 52 である。1つ前は107、次は139。
- 131 = 27 + 3
  - n = 7 のときの 2n + 3 の値とみたとき1つ前は67、次は259。(オンライン整数列大辞典の数列 A062709)
    - 2n + 3 の形の6番目の素数である。1つ前は67、次は4099。(オンライン整数列大辞典の数列 A057733)
- 23番目の回文数である。1つ前は121、次は141。
  - 1桁の数を除けば13番目の回文数である。
  - 7番目の回文素数である。1つ前は101、次は151。
- 131の数字を入れ替えた 113 と 311 もまた素数である。
  - 1,3,1 からできるどの3桁の整数もすべて素数となる15番目の数である。1つ前は113、次は199。(オンライン整数列大辞典の数列 A003459)
  - 各桁の並び順を変えないで入れ替えてできる数がすべて素数となる15番目の数である。1つ前は113、次は197。(オンライン整数列大辞典の数列 A068652)
- 1 と 3 を使った4番目の素数である。1つ前は113、次は311。(オンライン整数列大辞典の数列 A020451)
  - 13…31 の形の最小の素数である。次は13331。ただし挟まれた数は無くてもいいとすると最小は11。(オンライン整数列大辞典の数列 A068645)
- 末尾の2桁が31の2番目の素数である。1つ前は31、次は331。(オンライン整数列大辞典の数列 A167388)
- 131 = 53 + 6
  - n = 3 のときの 5n + 6 の値とみたとき1つ前は31、次は631。
    - 5n + 6 の形の4番目の素数である。1つ前は31、次は631。(オンライン整数列大辞典の数列 A228029)
- 連続する3つの素数の和で表せる13番目の数である。1つ前は121、次は143。
131 = 41 + 43 + 47
  - 連続する3つの素数の和が素数になる9番目の数である。1つ前は109、次は173。
- 各位の和が5になる10番目の数である。1つ前は122、次は140。
  - 各位の和が5になる5番目の素数である。1つ前は113、次は311。(オンライン整数列大辞典の数列 A062341)
- 各位の積が3になる5番目の数である。1つ前は113、次は311。(オンライン整数列大辞典の数列 A034050)
  - 各位の積が3になる5番目の素数である。1つ前は113、次は311。(オンライン整数列大辞典の数列 A107689)
- 1/131 = 0.0076335877862595419847328244274809160305343511450381679389312977099236641221374045801526717557251908396946564885496183206106870229… (下線部は循環節で長さは130)
  - 循環節の長さが n − 1 桁であるような12番目の素数である。1つ前は113、次は149。
  - 逆数が循環小数になる数で循環節が130になる最小の数である。次は262。
  - 循環節が n になる最小の数である。1つ前の129は4671、次の131は80173。(オンライン整数列大辞典の数列 A003060)
- 131 = 12 + 32 + 112 = 12 + 72 + 92 = 52 + 52 + 92
  - 3つの平方数の和3通りで表せる11番目の数である。1つ前は126、次は149。(オンライン整数列大辞典の数列 A025323)
  - 131 = 12 + 32 + 112 = 12 + 72 + 92
    - 異なる3つの平方数の和2通りで表せる15番目の数である。1つ前は129、次は138。(オンライン整数列大辞典の数列 A025340)

  - 131 = 12 + 72 + 92
    - n = 2 のときの 1n + 7n + 9n の値とみたとき1つ前は17、次は1073。(オンライン整数列大辞典の数列 A074524)
- 31の約数 1,31 を昇順に並べた数である。n の約数を昇順に並べた数とみたとき1つ前の30は12356101530、次の32は12481632。(オンライン整数列大辞典の数列 A037278)
- 13の約数 1,13 を降順に並べた数である。n の約数を降順に並べた数とみたとき1つ前の12は1264321、次の14は14721。(オンライン整数列大辞典の数列 A176558)
- 131 = 112 + 11 − 1 = 122 − 12 − 1
  - n = 11 のときの n2 + n − 1 の値とみたとき1つ前は109、次は155。(オンライン整数列大辞典の数列 A028387)
    - この形の9番目の素数である。1つ前は109、次は181。(オンライン整数列大辞典の数列 A002327)
- 131 = 53 + 5 + 1
  - n = 5 のときの n3 + n + 1 の値とみたとき1つ前は69、次は223。(オンライン整数列大辞典の数列 A071568)
    - n3 + n + 1 の形の4番目の素数である。1つ前は31、次は223。(オンライン整数列大辞典の数列 A095692)

## その他 131 に関連すること
- 西暦131年
- E131系は東日本旅客鉄道（JR東日本）の 一般形電車。
- ロータス・エミーラのコードネームはタイプ131。
- 携帯電話のau (携帯電話)では「131」を頭にプッシュする事で「公私分離請求サービス」が利用出来る。
- 第131代ローマ教皇はレオ8世（在位：963年12月6日～965年3月1日）である。ヨハネス12世の対立教皇だった時期がある。
- 年始から数えて131日目は5月11日、閏年は5月10日。